# Luoyang Lingkong Auto Works
Luoyang Lingkong Auto Works war ein Hersteller von Kraftfahrzeuge aus der Volksrepublik China.

## Unternehmensgeschichte
Das Unternehmen People’s Liberation Army Works No. 5408 aus Luoyang begann 1970 mit der Produktion von Lastkraftwagen und Kleinbussen. In den 1980er Jahren kamen Geländewagen und 1991 Personenkraftwagen dazu. Die Markennamen lauteten Lingkong und Tianma. Für das Jahr 1991 sind zehn hergestellte Fahrzeuge überliefert. Die Fahrzeuge wurden auch als Taxi eingesetzt. 1995 endete die Pkw-Produktion. 1999 erfolgte die Übernahme durch die Yutong Group, die heute als Luoyang CIMC Lingyu Automobile firmiert.
Es ist keine Verbindung zu Baoding Tianma Automobile bekannt, die ebenfalls den Markennamen Tianma verwenden.

## Personenkraftwagen
Im Angebot standen die Modelle Lingkong KJ 6380, Lingkong KJ 5010 und Tianma KJ 5010. Sie ähnelten Modellen von Daihatsu. Viele Teile kamen von Xiali. Zur Wahl standen Ausführungen mit Steilheck und mit Stummelheck, jeweils viertürig mit großer Heckklappe. Die Fahrzeuge waren bei einem Radstand von 246 cm 380 cm lang, 151 cm breit und 148 cm hoch. Das Leergewicht war mit 920 kg angegeben. Ein Motor von Dong’an mit 797 cm³ Hubraum und 26 kW Leistung trieb die Fahrzeuge an.